# Mariscal de la República Popular de Mongolia
Mariscal de la República Popular de Mongolia (en mongol: Бүгд Найрамдах Монгол Ард Улсын маршал, romanizado: Bügd Nairamdakh Mongol Ard Ulsyn marshal) fue el rango más alto en el Ejército Popular de Mongolia de la República Popular de Mongolia, equiparable al rango de Mariscal de la Unión Soviética en la URSS. 

## Historia
Este rango se creó en 1936 después de que Horloogiyn Choybalsan y Gelegdorjiin Demid fueran nombrados mariscales en 1936.

## Insignia

Insignia de rango
Insignia del cuello (1936–1944)
chevrón en la manga (1936–1944)
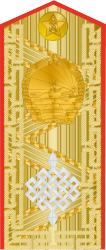
Insignia de hombro (1944–1972)
Insignia de hombro (1972–1992)[2]

## Lista de Mariscales de la República Popular de Mongolia
| Retrato | Nombre                            | Fecha de ascenso | Ref.  |
| ------- | --------------------------------- | ---------------- | ----- |
|         | Horloogiyn Choybalsan (1895–1952) | 1936             | [ 3 ] |
|         | Gelegdorjiin Demid (1900–1937)    | 1936             |       |
|         | Yumjaagiyn Tsedenbal (1916–1991)  | 1979             |       |